# Cratere Berrocal
Berrocal è un cratere sulla superficie di Marte.